# 喬爾諾巴伊夫卡 (赫爾松州)
乔尔诺巴伊夫卡（羅馬化：Chornobaivka）是乌克兰赫尔松州赫尔松区乔尔诺巴伊夫卡市镇内的村庄及该市镇的行政中心。2001年时人口数量为9,275人。
赫爾松國際機場位于此地。